# Ismaïl III
Abou Tourâb (Abū Turāb en transcription universitaire), né en 1733 et mort en 1773, fut le treizième chah safavide de Perse et régna nominalement de 1750 à 1760, sous le nom d'Ismaïl III.
Fils de Sayyid Ahmad, lui-même fils de la Bégum Radiyya, une des filles du chah safavide Hossein et de Sayyid Mourtaza, il est porté au trône le 29 juin 1750 par Ali Mardan Khan Bakhtiyari et Karim Khan Zand, qui occupait le poste de régent et gérait effectivement toutes les affaires de l'État. Déposé en 1752, puis restauré en 1756, son « règne » effacé prit fin en 1760 quand Karim Khan se sentit assez fort pour diriger seul le pays et le déposa définitivement.